# Сильне гравітаційне лінзування
Сильне гравітаційне лінзування — різновид гравітаційного лінзування, в якому викривлення світла є достатньо сильним, щоб створити кілька зображень, дуг або навіть кільця Ейнштейна. Як правило, для сильного лінзування прогнозована густина маси лінзи має бути більшою за критичну густину {\displaystyle \Sigma _{cr}}. Тоді для точкових фонових джерел утворюється кілька зображень, а для джерел скінченного розміру можуть утворюватся дуги або кільця. Топологічно створення кількох зображень регулюється теоремою про непарні числа. Сильне лінзування було передбачено загальною теорією відносності Альберта Ейнштейна та відкрито Денісом Волшем, Бобом Карсвелом і Реєм Вейманом у 1979 році.

## Спостереження

### Галактичне лінзування

Джерело світла проходить позаду гравітаційної лінзи (точкова маса, розміщена в центрі зображення). Блакитне коло — це джерело, яким воно б виглядало, якби не було лінзи. Білі плями — це кілька зображень джерела.

В цьому випадку лінзою виступає галактика. Якщо фоновим джерелом є квазар або нерозрізнений релятивістський струмінь, то лінзована картина являє собою точкові множинні зображення. Якщо фоновим джерелом є галактика або протяжний струмінь, лінзовані зображення можуть бути дугами або кільцями. Станом на 2017 рік було помічено кілька сотень сильних лінзувань галактик на галактиках. Очікується, що майбутні дослідження обсерваторії Віри Рубін і Евкліда виявлять понад 100 000 таких об'єктів.

### Кластерне лінзування
В цьому випадку лінзою виступає скупчення галактик. Така лінза, як правило, достатньо потужна, щоб одночасно призводити і до сильного лінзування (множинні зображення, дуги чи кільця), і до слабкого лінзування (зміна видимої еліптичні окремих галактик). Відомим прикладом є лінза під назвою «Розплавлене кільце».

## Астрофізичні застосування

### Профілі маси
Оскільки гравітаційне лінзування є ефектом, який залежить лише від гравітаційного потенціалу, його можна використовувати для визначення розподілу маси в гравітаційних лінзах шляхом підгонки теоретичної моделі розподілу маси під видиму гнометрію лінзованих зображень або дуг. Зокрема, астрономи цікавляться застосуванням гравітаційного лінзування до дослідження гало темної матерії та розподілу маси в центрах галактик.

### Затримки часу
Оскільки під час сильного лінзування світлові промені проходять різними шляхами, вони мають різну довжину ходу та різну затримку локальними гравітаційними потенціалами. Затримку в часі між різними зображеннями можна теоретично визначити за допомогою моделі маси та космологічної моделі. Цю ж затримку в часі можна виміряти зі спостережень, якщо лінзоване джерело демонструє змінність. Порівнюючи теоретичні передбачення зі спостереженнями, можна уточнити космологічні константи, зокрема, сталу Габбла.

## Галерея

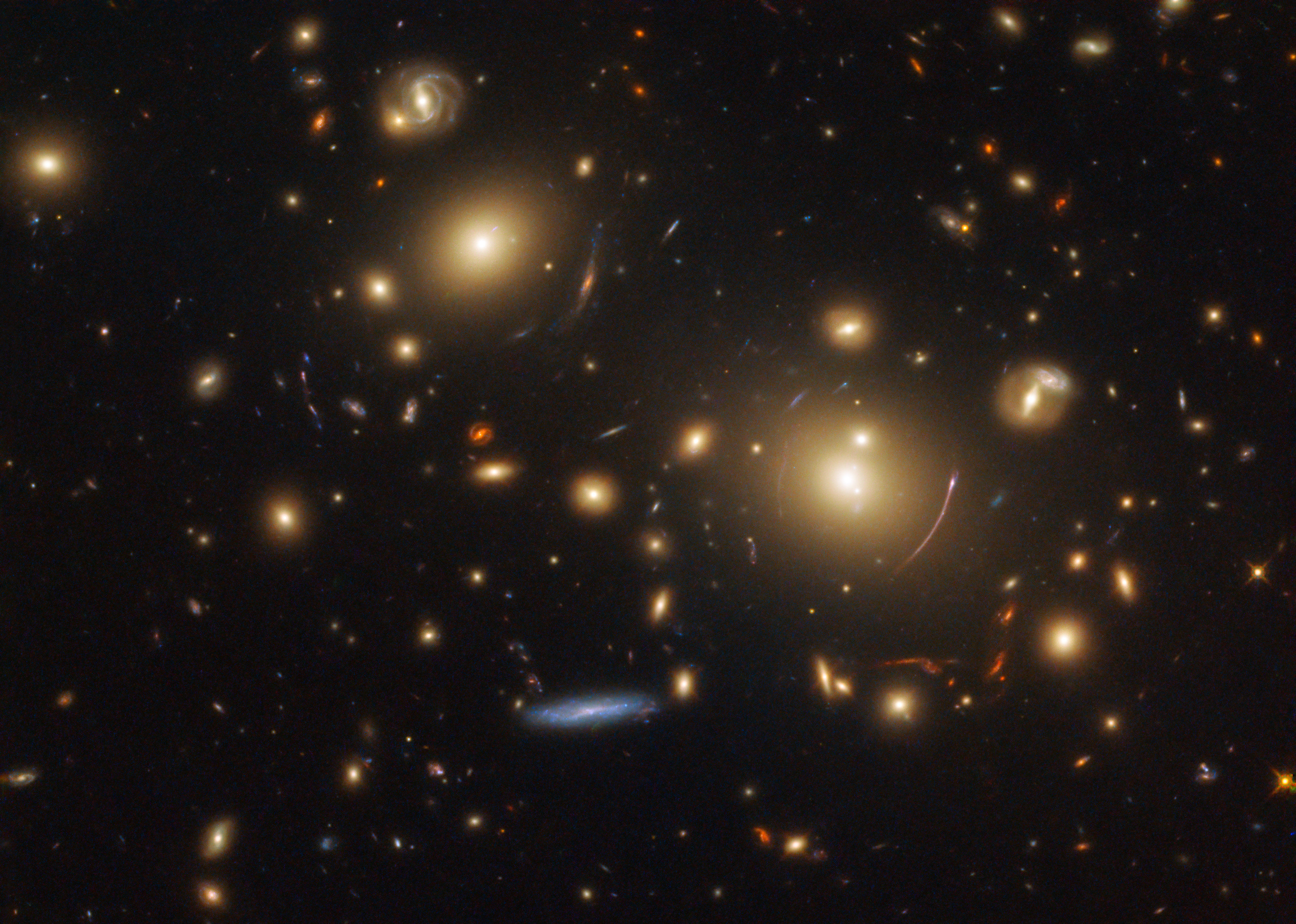
Система SDSS J0928+2031 з гравітаційним лінзуванням
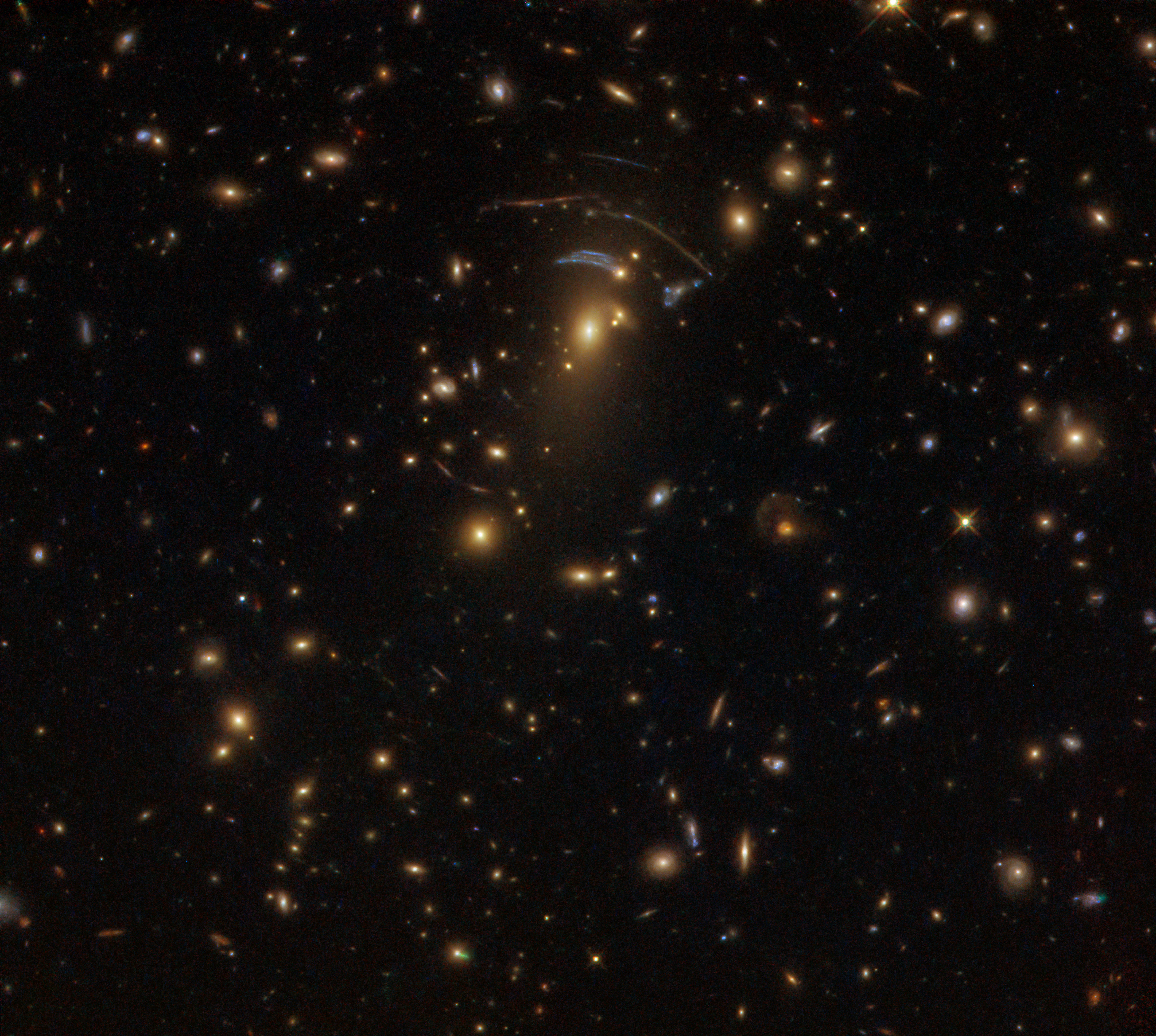
SDSS J1138+2754 знятий космічним телескопом Габбл
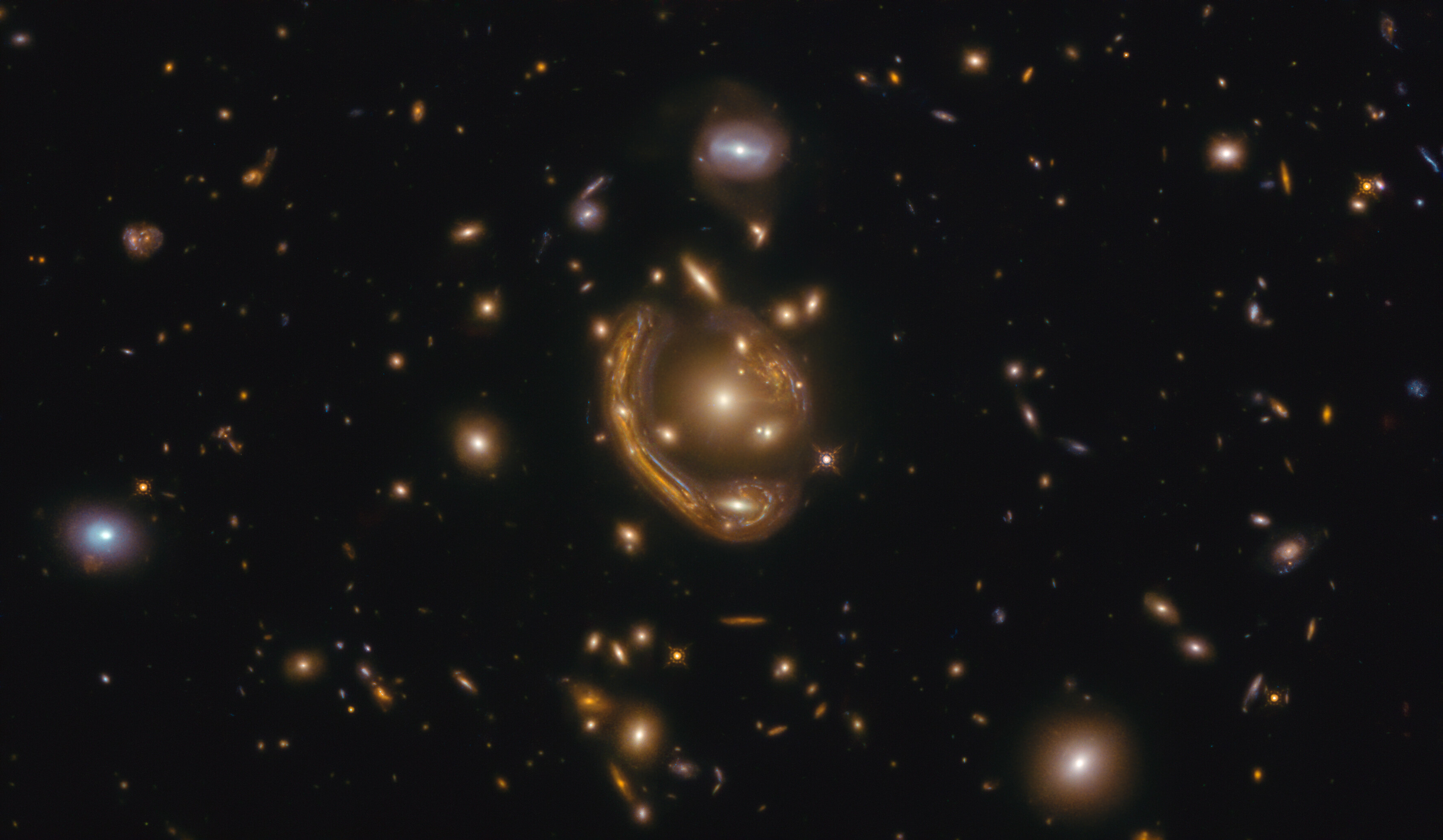
Сильне гравітаційне лінзування навколо GAL-CLUS-022058s під назвою «Розплавлене кільце»